# ورزش پا

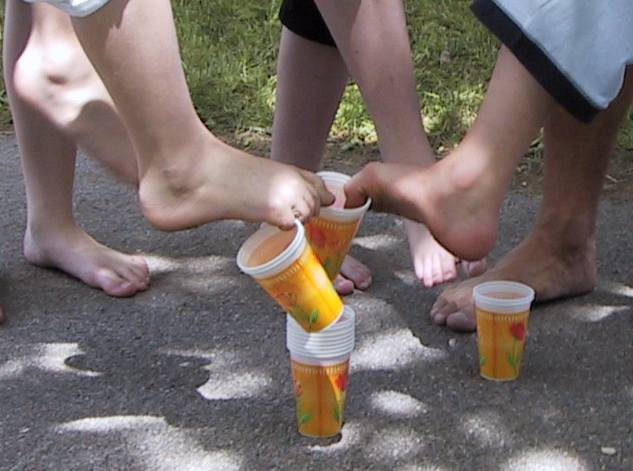
ورزش و بازی پا

ورزش پا یا ژیمناستیک پا به بازی‌ها و تمرین‌هایی گفته می‌شود که برای تقویت ماهیچه‌های پا، بهبود توالی حرکتی در پیاده‌روی و ورزش، کمک کننده به درمان واریس و درد پشتی انجام می‌شود. چنین فعالیت‌هایی برای بهبود صافی کف پا به ویژه برای کودکان و بهبود عملکرد راه رفتن بزرگسالان و افراد مسن توصیه می‌شود.